# Bảy công đồng đại kết đầu tiên

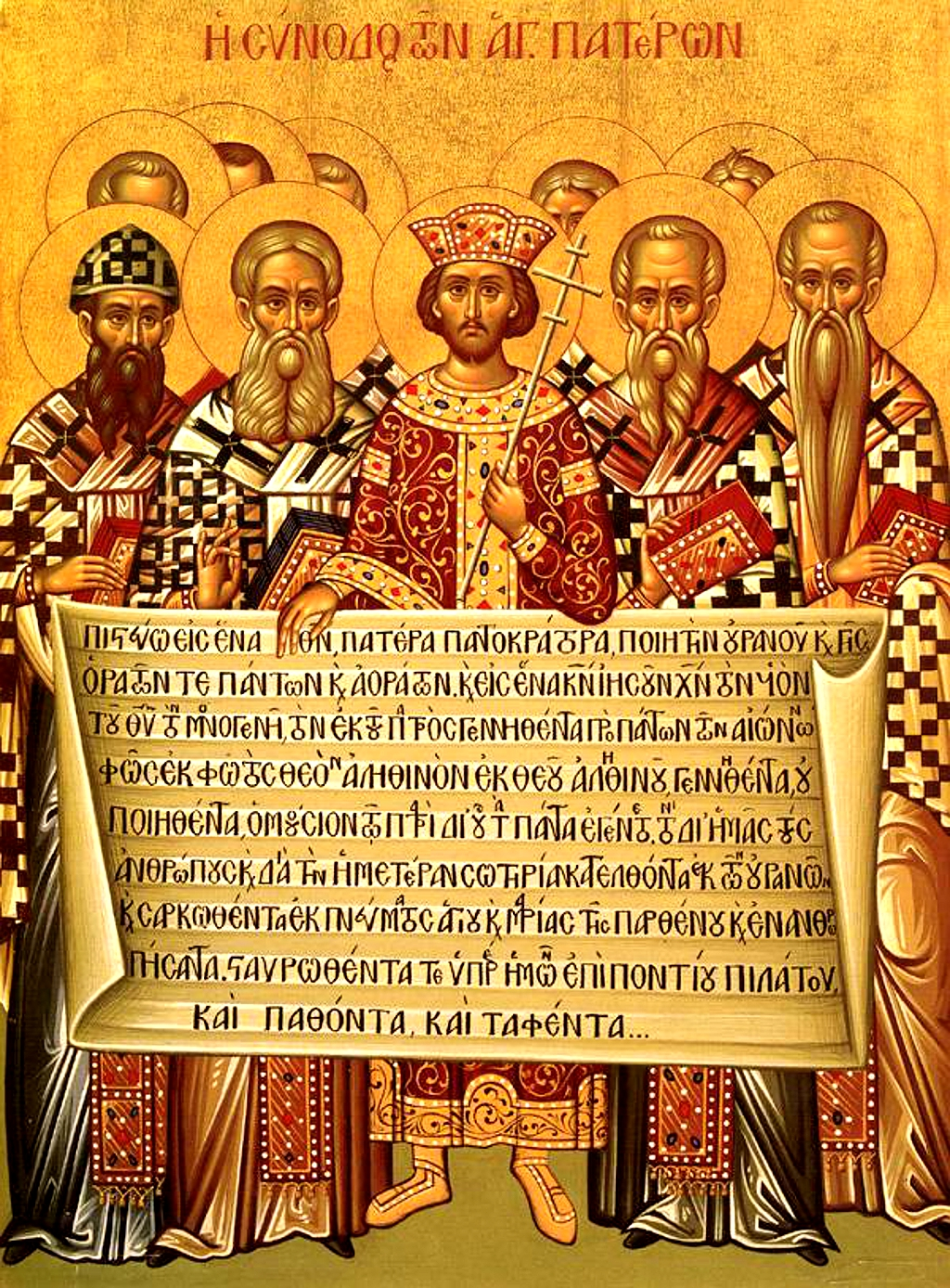
Tranh vẽ Constantinus Đại đế (giữa), cùng các Giám mục của Công đồng Nicaea I (năm 325), trên tay họ cầm bảng Kinh Tin Kính Nicea-Constantinopolis năm 381.

Bảy công đồng đại kết đầu tiên được các giáo hội Chính Thống giáo Đông phương cũng như Công giáo Rôma cùng công nhận. Những công đồng này đã minh định những giáo huấn căn bản của Đức tin Kitô giáo, thông qua các phán quyết về sách thánh, kinh tin kính và niên lịch phụng vụ. Mục đích chính yếu của các công đồng này vẫn nhằm làm sáng tỏ những gì Kitô Hữu tin tưởng về Đức Giêsu.
Bắt nguồn từ tiếng Hy Lạp: oikoumenikos, chữ "ecumenical" có nghĩa đen là "toàn thế giới", nhưng thường để chỉ trong phạm vi Đế quốc La Mã, như trong lời tuyên bố của Augustus tự xem mình là người cai trị oikoumene/toàn thể giới Cơ Đốc giáo. Việc sử dụng thuật ngữ này xuất hiện lần đầu trong tác phẩm Cuộc sống Constantine 3.6 của Eusebius được viết vào khoảng năm 338. Trong đó ông viết: "σύνοδον οἰκουμενικὴν συνεκρότει" (ông triệu tập một Công đồng Đại kết). Ngoài ra còn được dùng trong Ad Afros Epistola Synodica của Athanasius năm 369, và Thư gửi cho Đức Thánh Cha Damasus I và các Giám mục Latinh từ Công đồng Đầu tiên tại Constantinople vào năm 382.
Mặc dù không được coi là công đồng "chung", công đồng Giêrusalem đã được đề cập đến trong sách Công vụ Tông đồ bao gồm các vị lãnh đạo Giáo hội thời tiên khởi để quyết định về một thắc mắc căn bản là vấn đề các người tòng giáo có phải tuân giữ luật Môsê hay không.
Nhiều công đồng trong số các công đồng tiếp theo đã diễn ra từ khi có sự rạn nứt giữa các Kitô hữu Đông phương và Tây phương nhằm tìm ra phương cách hàn gắn sự chia cách trong nội bộ Kitô giáo, và các công đồng đó cũng còn đi xa hơn nữa trong việc làm sáng tỏ những giáo huấn về đức tin và phong hóa cùng ra lệnh cải tổ phụng vụ và cơ cấu Giáo hội.
Sau đây là Danh sách Bảy công đồng chung đầu tiên:
| Tên công đồng                  | Thời gian | Nội dung |
| ------------------------------ | --------- | --- |
| Công đồng Nicaea I             | 325       | Lên án Thuyết Arius, định tín Con Thiên Chúa đồng bản tính với Thiên Chúa Cha, soạn Tín điều Nicea                                                                                            |
| Công đồng Constantinopolis I   | 381       | Lên án phái Macedonius vì đã phủ nhận thiên tính của Chúa Thánh Thần. Xác nhận và triển khai Tín điều Nicea.                                                                                  |
| Công đồng Ephesus              | 431       | Kết án thuyết Nestorius vì chủ trương nơi Đức Kitô nhập thể có hai ngôi vị riêng rẽ là ngôi vị con người và ngôi vị Thiên Chúa. Bênh vực Đức Maria có tước hiệu là Theotokos (Mẹ Thiên Chúa). |
| Công đồng Chalcedon            | 451       | Lên án Nhất tính thuyết (Monophysitism) hay thuyết Eutyches bằng cách định tín rằng Đức Kitô có hai bản tính riêng biệt vì vậy ngài vừa là Thiên Chúa thật, vừa là người thật.                |
| Công đồng Constantinopolis II  | 553       | Lên tiếng chống lại một số người bị nhiễm thuyết Nestorius như Theodorus thành Mopsuestia, Theodoretus thành Cyrrhus và Ibas thành Edessa                                                     |
| Công đồng Constantinopolis III | 680-681   | Lên án Nhất chí thuyết (Monothelitism) và định tín Đức Kitô có hai ý chí: ý chí con người và ý chí Thiên Chúa.                                                                                |
| Công đồng Nicaea II            | 787       | Lên án phái Bài trừ ảnh tượng và định tín rằng có thể tôn kính các ảnh tượng thánh mà không phải là thờ ngẫu tượng.                                                                           |